# Eriosyce andreaeana
Eriosyce andreaeana ist eine Pflanzenart in der Gattung Eriosyce aus der Familie der Kakteengewächse (Cactaceae). Das Artepitheton andreaeana ehrt den deutschen Gartenbauer Dieter Andreae, einen Sohn von Wilhelm Andreae.

## Beschreibung
Eriosyce andreaeana wächst mit anfangs kugelförmigen, später zylindrischen, dunkel graugrünen Trieben und erreicht bei Durchmessern von 5 bis 7 Zentimeter Wuchshöhen von 15 bis 18 Zentimeter. Ihr Scheitel ist unbedornt. Die Wurzel ist eine konische Pfahlwurzel. Es sind elf bis 14 Rippen vorhanden, die leicht gekerbt sind. Einige der hornfarben Dornen sind aufwärts gebogen. Die vier über Kreuz stehenden Mitteldornen besitzen eine verdickte Basis und sind 1,9 bis 4 Zentimeter lang. Die etwa zwölf Randdornen sind ausstrahlend, leicht gebogen und 1,2 bis 1,8 Zentimeter lang.
Die trichterförmigen, rötlichen Blüten erscheinen aus jungen Areolen. Sie sind 3 Zentimeter lang und weisen einen Durchmesser von 3,7 Zentimeter auf. Die leicht verlängerten, 1,3 Zentimeter langen Früchte sind mit zahlreichen Borsten besetzt. Sie reißen an ihrer Basis mit einem Deckelchen auf.

## Verbreitung und Systematik
Eriosyce andreaeana ist in den argentinischen Provinzen La Rioja und San Juan in den Vorbergen der Anden in Höhenlagen von 1500 bis 3000 Metern verbreitet. 
Die Erstbeschreibung erfolgte 1994 durch Fred Kattermann. Synonyme sind Neochilenia andreaeana Backeb. (1959), Pyrrhocactus andreaeanus (Backeb.) F.Ritter (1959), Neoporteria andreaeana (Backeb.) Donald & G.D.Rowley (1966) und Acanthocalycium andreaeanum (Backeb.) Donald (1975).

## Nachweise